# Rudenkoit
Rudenkoit ist ein sehr selten vorkommendes Mineral aus der Mineralklasse der „Silikate und Germanate“. Es kristallisiert im monoklinen Kristallsystem mit der Zusammensetzung Sr3Al3,5Si3,5O10(ОН,O)8Cl2 · Н2О, ist also chemisch gesehen ein komplex zusammengesetztes und wasserhaltiges Strontium-Aluminium-Silikat. Die in den runden Klammern angegebenen Elemente können sich in der Formel jeweils gegenseitig vertreten (Substitution, Diadochie), stehen jedoch immer im selben Mengenverhältnis zu den anderen Bestandteilen des Minerals.
Rudenkoit entwickelt kugelige, faserige Mineral-Aggregate bis etwa 7 mm Größe von durchscheinend weißer Farbe und seiden glänzender Oberfläche.

## Etymologie und Geschichte
Erstmals entdeckt wurde Rudenkoit in der Phlogopit-Lagerstätte Emel'dzhak (Emeldzhakskoe) bei Aldan in der Republik Sacha (Jakutien, Russland) und beschrieben 2004 durch N. V. Chukanov, V. T. Dubinchuk, M. N. Murashko, A. E. Zadov und V. Yu. Karpenko, die das Mineral nach Sergey Aleksandrovich Rudenko (1917–1992) benannten.

## Klassifikation
In der veralteten 8. Auflage der Mineralsystematik nach Strunz war der Rudenkoit noch nicht aufgeführt.
In der zuletzt 2018 überarbeiteten Lapis-Systematik nach Stefan Weiß, die formal auf der alten Systematik von Karl Hugo Strunz in der 8. Auflage basiert, erhielt das Mineral die System- und Mineralnummer VIII/G.07-050. Dies entspricht der Klasse der „Silikate“ und dort der Abteilung „Übergangsstrukturen von Ketten- zu Schichtsilikaten“, wo Rudenkoit zusammen mit Alflarsenit, Amstallit, Bavenit, Bohseit, Chiavennit, Ferrochiavennit, Prehnit und Tvedalit eine unbenannte Gruppe mit der Systemnummer VIII/G.07 bildet.
Die von der International Mineralogical Association (IMA) zuletzt 2009 aktualisierte 9. Auflage der Strunz’schen Mineralsystematik ordnet den Rudenkoit in die Klasse der „Silikate und Germanate“ und dort in die Abteilung „Unklassifizierte Silikate“ ein. Hier ist das Mineral in der Unterabteilung „Mit Alkali- und Erdalkali-Elementen“ zu finden, wo es als einziges Mitglied eine unbenannte Gruppe mit der Systemnummer 9.HA.50 bildet.
In der vorwiegend im englischen Sprachraum gebräuchlichen Systematik der Minerale nach Dana hat Rudenkoit die System- und Mineralnummer 72.01.04.02. Das entspricht der Klasse der „Silikate“ und dort der Abteilung „Schichtsilikate: Zweidimensionale unbegrenzte Lagen mit anderen als sechsgliedrigen Ringen“. Hier findet er sich innerhalb der Unterabteilung „Schichtsilikate: Zweidimensionale unbegrenzte Lagen mit anderen als sechsgliedrigen Ringen: 4-gliedrige Ringe“ in einer unbenannten Gruppe mit der Systemnummer 72.01.04, in der auch Amstallit eingeordnet ist.

## Bildung und Fundorte
Rudenkoit bildet sich in metasomatisch umgewandelten Pyroxen-Skapolith-Gesteinen. Begleitminerale sind unter anderem Prehnit, Calcit, Spinell, Apatite und Diopsid.
Außer an seiner Typlokalität Emel'dzhak (Emeldzhakskoe) bei Aldan in Russland konnte Rudenkoit bisher (Stand: 2011) an keinem weiteren Fundort nachgewiesen werden.

## Kristallstruktur
Rudenkoit kristallisiert monoklin in der Raumgruppe P2/m (Raumgruppen-Nr. 10), P2 (Nr. 3) oder Pm (Nr. 6) mit den Gitterparametern a = 5,893(5) Å; b = 7,262(5) Å; c = 10,288(8) Å und β = 97,23(3)° sowie einer Formeleinheit pro Elementarzelle.